# Igalo
Igalo (en serbe cyrillique : Игало) est un village du sud du Monténégro, dans la municipalité de Herceg Novi. Le village est situé au bord des bouches de Kotor.

## Démographie

### Évolution historique de la population
| 1948 | 1953 | 1961 | 1971  | 1981  | 1991  | 2003  |
| ---- | ---- | ---- | ----- | ----- | ----- | ----- |
| 378  | 455  | 638  | 1 063 | 3 556 | 3 613 | 3 754 |